# Джойс, Эрнест
Эрне́ст Джойс (англ. Ernest Edward Mills Joyce (1875—1940)) — моряк, путешественник, участник трёх Британских антарктических экспедиций под руководством Роберта Скотта и Эрнеста Шеклтона, один из двух 4-х кратных кавалеров Полярной медали (второй — Фрэнк Уайлд).

## Ранние годы
Эрнест Джойс родился в городке Богнор-Реджис на юге Англии. Точная дата его рождения неизвестна, в архиве британского флота датой рождения считается 22 декабря 1875 года. Его отец и дед были моряками. Отец умер рано, и мать Джойса, оставшаяся с тремя детьми на руках, отдала его в школу при мореходном училище в Гринвиче для детей сирот (англ. Royal Hospital School), где Джойс получил начальное морское образование. В 1891 году он начал службу юнгой в Королевском военно-морском флоте, и к 1901 году имел звание матроса (Шеклтон в краткой биографии Джойса указывал, что тот был пти-офицером 1-го класса (англ. Petty officer)). В 1901 году Джойс оказался на корабле HMS Gibraltar в Кейптауне, где в сентябре по пути в Антарктиду бросил якорь барк «Дискавери» капитана Скотта, которому требовался дополнительный экипаж. Джойс стал одним из четырёх отобранных Скоттом матросов и 14 сентября 1901 года отправился на юг.

## Британская антарктическая экспедиция (1901—1904)
Подробных сведений о деятельности Эрнеста Джойса в составе первой Британской антарктической экспедиции нет. Джойс лишь мельком упоминается в отчетах Скотта, в дневниках Эдварда Уилсона не упоминается вовсе. Из наиболее значимых упоминаний о Джойсе стало получение последним сильного обморожения во время попытки подняться на вулкан Эребус вместе с Артуром Пилби (англ. Arthur Pilbeam) и Фрэнком Уайлдом. В экспедиции Джойс приобрёл полярный опыт и познакомился с такими, ставшими впоследствии легендарными, полярниками, как Том Крин, Эдгар Эванс и Эрнест Шеклтон, с которым поучаствовал в нескольких санных походах и произвел на него впечатление человека компетентного и надежного. На Скотта Джойс произвел впечатление человека «здравомыслящего, прямого, лояльного и интеллигентного», и тот по итогам экспедиции рекомендовал его к продвижению по службе и получению следующего воинского звания. Тем не менее, после экспедиции в 1905 году Джойс оставил службу во флоте, в 1906 году восстанавился на флоте, сочтя жизнь на берегу скучной, а ещё через год присоединился к первой экспедиции Шеклтона.

## Британская антарктическая экспедиция (1907—1909)
Основной целью этой экспедиции Шеклтона было достижение Южного полюса, витиевато скрытое за фразой «… все эти задачи представляли собою безгранично обширное поле исследований, и организация экспедиции с этими целями вполне оправдывалась бы уже из чисто научных соображений, независимо от желания достигнуть возможно более высоких широт». Джойс был одним из первых, кого Шеклтон принял в ряды её участников, и, небезосновательно, рассчитывал стать одним из участников похода к полюсу. Ради этого он оплатил флоту неустойку за разорванный контракт, и позже утверждал, что Шеклтон не компенсировал ему эти траты, хотя и обещал, что привело к некоторому напряжению в отношениях между ними.
В экспедиции Эрнест Джойс отвечал за материальный склад, собак, сани и зоологические коллекции. Во время зимовки Джойс принимал участие в непродолжительных походах по доставке снаряжения и продовольствия к хижине «Дискавери» на полуострове Хат-Пойнт — отправной точке для похода к полюсу, вместе с Фрэнком Уайлдом и Бернардом Дэем (инженером экспедиции) занимался изданием «Aurora Australis» — первой книги, написанной, отпечатанной и проиллюстрированной в Антаркиде, а также уходом за собаками. К началу похода Шеклтона на южный полюс в конце октября 1908 года Джойс по рекомендации врача экспедиции Эрика Маршалла был исключен из состава полюсной партии из-за проблем со здоровьем и принимал лишь участие в непродолжительном походе вспомогательной партии в качестве её руководителя. Летом Джойс активно занимался пополнением зоологических коллекций, в конце ноября принимал участие в неудачной попытке восхождения на Эребус, в январе руководил организацией пополнения промежуточного склада «Блафф» (приблизительно в 160 км от базы) с продовольствием и топливом для возвращающейся полюсной партии . Шеклтон и его партия в составе Фрэнка Уайлда, Эрика Маршалла и Джеймсона Адамса смогла достичь во время похода к полюсу лишь 88°23’ градуса южной широты и благополучно вернуться обратно.
После экспедиции Эрнесту Джойсу не удалось найти постоянной работы. В свою новую экспедицию Скотт его не пригласил, хотя в числе приглашённых были участники экспедиции Шеклтона. В 1911 году Джойс вступил в ряды участников Австралийской антарктической экспедиции Дугласа Моусона и отправился в Данию, чтобы приобрести для экспедиции собак. Но после того, как он доставил собак на Тасманию, и ещё до того, как экспедиция покинула Австралию, Моусон по неизвестным доподлинно причинам отказался от его услуг. Джойс остался в Австралии и вплоть до 1914 года работал в Сидней Харбор Траст.

## Имперская трансантарктическая экспедиция Шеклтона (1914—1917)

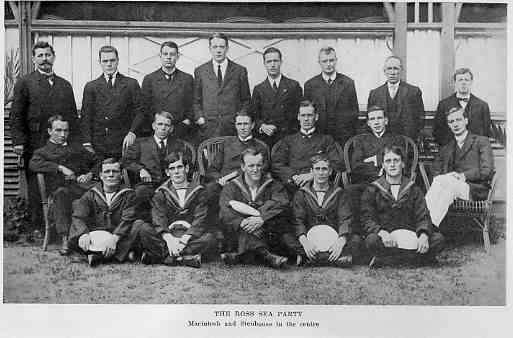
Партия моря Росса. Крайний слева в дальнем ряду Джойс, третий слева в центре — Энеас Макинтош

Целью Имперской трансантарктической экспедиции Шеклтона было, помимо научных исследований, сквозное пересечение Антарктиды от моря Уэдделла до моря Росса. Экспедиция состояла из двух партий — партии моря Уэдделла (на судне «Эндьюранс»), задачей которой была научная работа и само трансконтинентальное путешествие, и партии в море Росса (на шхуне «Аврора»), задачей которой было заложить склады с продовольствием и топливом на шельфовом леднике Росса на пути следования возвращающейся полюсной партии Шеклтона.
Ещё в феврале 1914 года Джойс связался с Шеклтоном по поводу участия в экспедиции и получил место в партии моря Росса, которую возглавил ещё один участник экспедиции Шелтона на «Нимроде» капитан Энеас Макинтош. Остальные участники партии моря Росса не имели опыта работы в полярных регионах.
«Аврора» смогла выйти в море Росса из Хобарта лишь 24 декабря 1914 года из-за многочисленных задержек, связанных с организацией и финансированием этой части экспедиции. 

 Мои инструкции капитану Макинтошу вкратце состояли в том, чтобы проследовать в море Росса, в удобном месте в или рядом с проливом Мак-Мёрдо организовать базу, сгрузить припасы и снаряжение и заложить склады на шельфовом леднике Росса в направлении ледника Бирдмора для использования партией, которую я собирался провести по суше от побережья моря Уэдделла. Эта программа включала несколько продолжительных санных походов, но маршрут был известен, и я не ожидал, что эта работа будет сопряжена с какими-то великими трудностями. <> Я сказал капитану Макинтошу, что в случае, если высадка на побережье моря Уэдделла окажется неожиданно легкой, то возможно трансконтинентальное путешествие будет предпринято в сезоне 1914-15 и, стало быть, на него возлагается задача заложить склады немедленно после прибытия на базу. Я указал ему место закладки продуктов питания и топлива на 80-м градусе в 1914-15 и возведения гурия с флагами, как руководства для санной партии, приближающейся со стороны полюса. Остальные склады дальнего юга следует организовать летом 1915-16 годов.
16 января 1915 «Аврора» достигла мыса Эванс на острове Росса, где с неё сгрузили часть экспедиционного оборудования, а 24 января пришвартовалась к морскому льду в 9 милях от полуострова Хат-Пойнт, и Макинтош немедленно приступил к организации складов. Организация складов осуществлялась двумя партиями под руководством Джойса и Макинтоша соответственно. Партии столкнулись с большими трудностями в пути, связанными как с погодными условиями, так и с недостаточной акклиматизацией и организацией похода. Только 20 февраля им удалось достигнуть 80 градуса южной широты и заложить склад (примерно в 240 километрах от Хат-Пойнт), а 25 марта, претерпев невероятные трудности и едва не повторив судьбу капитана Скотта, вернуться обратно к хижине «Дискавери». Результатом этого похода стали многочисленные обморожения среди его участников и потеря практически всех собак. Шеклтон отметил, что «Вызывает сожаление тот факт, что хотя в хижине и было много доступной литературы, в частности, по этому конкретному району, лидеры различных партий так и не воспользовались ей, чтобы пополнить свои знания. У Джойса и Макинтоша, конечно, был антарктический опыт, но в книгах о трех последних экспедициях в этом районе были даны детальные и подробные рекомендации.»
2 июня шестерым путешественникам удалось добраться до мыса Эванс и воссоединиться с остальными зимовщиками. Там они узнали, что «Аврору» вместе с большей частью снаряжения и продовольствия в мае сорвало с якорной стоянки и её судьба неизвестна, и что закладка складов летом будет связана с изрядными сложностями. Тем не менее, Макинтош не отказался от основной задачи партии. Недостающие продовольствие и снаряжение были восполнены за счет запасов, остававшихся на мысе Ройдс от экспедиции Шеклтона (1907—1909) и мысе Эванс от экспедиции Скотта.
1 сентября 1915 года Макинтош начал поход по организации складов «дальнего юга». В походе участвовали три партии под руководством Энеаса Макинтоша, Эрнеста Джойса и Эндрю Джека. Партия Джека была вынуждена повернуть назад от склада на 80-м градусе южной широты, а партии Джойса и Макинтоша объединиться и продолжать поход до устья ледника Бирдмора. Только 25 января 1916 объединённой партии удалось заложить последний склад на широте 83°30’ у горы Надежда и начать обратный путь. К этому времени окончательно сдал от цинги участник похода Арнольд Спенсер-Смит, Макинтош был ей невероятно ослаблен и фактическое руководство партией легло на Эрнеста Джойса. 18 февраля в 12 милях от самого большого склада на пути домой (склада «Блафф») партию застигла сильная и продолжительная вьюга, длившаяся 5 дней. Джойс написал 22 февраля: 

Все по-старому, не прекращается эта вьюга. Почти не осталось еды кроме чая и сахара. Ричардс, Хейворд и я решили в любом случае завтра выйти, или же мы разделим судьбу капитана Скотта и его партии. <> Ночью отдали собакам оставшуюся еду….
Ценой невероятных усилий партии Джойса удалось достичь склада и 29 февраля вернуться с продовольствием и топливом к оставшимся спутникам. Обратный переход к хижине «Дискавери» оказался не менее напряжённым. По пути от истощения умер  Спенсер-Смит, окончательно сдал Макинтош и Виктор Хейворд, поэтому основная нагрузка легла на Джойса и Эрнеста Уайлда (родного брата Фрэнка Уайлда из партии моря Уэдделла Шеклтона). 18 марта путешественникам, наконец, удалось добраться до спасительной хижины. Общее время, проведённое в походе составило более шести месяцев, а общее пройденное расстояние по оценкам Ричарда Ричардса 1561 миля (около 3000 километров). 8 мая во время перехода от мыса Хат-Пойнт на мыс Эванс пропали без вести Макинтош и Хейворд. Джойсу, Ричардсу и Уайлду удалось воссоединится с остальными зимовщиками только 15 июля. С этого времени семерым оставшимся в живых оставалось влачить своё скудное существование вплоть до середины января 1917 года, пока они не были эвакуированы Шеклтоном в Новую Зеландию, узнав, что все их усилия были напрасны. В конце декабря — начале января 1917 года Джойс, вначале самостоятельно, а затем вместе с Шеклтоном предпринял ряд походов по поиску тел Макинтоша и Хейворда, не давшими результатов. Трагическая эпопея этой партии, в которой Джойс сыграл свою самую заметную и значительную роль, на фоне первой мировой войны и невероятных испытаний, выпавших на долю самого Шеклтона и его партии, осталась в тени.

## Последующие годы жизни
По возвращении в Новую Зеландию Джойс был госпитализирован и в течение довольно долгого времени залечивал последствия «снежной слепоты», которой неоднократно страдал во время последней экспедиции. В 1920 году Джойс женился на Биатрис Карлетт из Крайсчерча и перебрался в Лондон. Из-за финансовых разногласий с Шеклтоном он не был приглашен последним в его экспедицию на «Квесте». Джойс предпринимал многочисленные попытки поучаствовать в различных экспедициях, в том числе британских экспедициях Джорджа Мэллори на Эверест 1921 и 1922 годов, но ему было отказано. В 1930-х годах работал портье в отеле Eccleston в Лондоне. В 1929 году Джойс опубликовал на основании своих дневников книгу под названием «По пути к полюсу» (англ. The South Polar Trail), которая была крайне критично воспринята его современниками и историками.
Эрнест Джойс умер от естественных причин в возрасте 64 лет 2 мая 1940 года в Лондоне. Его имя увековечено в названии одной из вершин Антарктиды — горы Джойса (75°36 ЮШ, 160°38' ВД), а также в названии озера.

## Награды
- Полярная медаль «1902-04» (30 июня 1904 года) — за участие в первой британской антарктической экспедиции[23].
- Полярная медаль «1907-09» (30 июня 1909 года) — за участие во второй британской антарктической экспедиции[23].
- Полярная медаль «1914-16» (30 июня 1916 года) — за участие в береговой партии моря Росса Имперской трансантарктической экспедиции[23].
- Полярная медаль «Antarctica 1917» (30 июня 1917 года) — за участие в спасательной экспедиции «Авроры»[23].
- Медаль Альберта (1923) — за участие в спасении капитана Энеаса Макинтоша и Арнольда Спенсер-Смита[24][25].